# Cuanacaxtitlán
Cuanacaxtitlán es una localidad del estado mexicano de Guerrero. Es parte del municipio de San Luis Acatlán.

## Toponimia
El nombre «Cuanacaxtitlán» proviene de los términos en náhuatl: cuauhnacaxtli, huanacaxtle; titlan, en medio de. Su significado es «entre los huanacaxtles».

## Demografía
| Gráfica de evolución demográfica |
|                                  |

| Censo | Población |
| ----- | --------- |
| 1900  | 732       |
| 1910  | 970       |
| 1921  | 520       |
| 1930  | 460       |
| 1940  | 663       |
| 1950  | 929       |
| 1960  | 1 393     |
| 1970  | 1 681     |
| 1980  | 2 312     |
| 1990  | 2 670     |
| 2000  | 3 089     |
| 2010  | 3 122     |
| 2020  | 3 494     |